# Accord mondial sur les pandémies
L'Accord mondial sur les pandémies est un traité négocié par les membres étatiques de l'Organisation mondiale de la santé. Les négociations ont commencé en décembre 2021 à la suite de la pandémie de Covid-19. Les négociations pour ce travail se sont terminés par un accord de principe en avril 2025 de l'ensemble des membres de l'OMS sauf le Costa-Rica et les États-Unis. L'accord est non contraignant et vise notamment au partage des informations sur les vecteurs des pandémies et des transferts de technologies dans ce cadre.

## Contexte
Les experts affirment que la pandémie de COVID-19 a « mis en évidence de graves limites tant au niveau du Règlement sanitaire international (RSI) qu'au niveau des capacités institutionnelles de l'OMS ». Face aux ravages mondiaux causés par la pandémie, de nombreux États ont appelé à un cadre international plus solide pour faire face aux futures pandémies.
En réponse à ces appels, une session extraordinaire de l'Assemblée mondiale de la Santé, l'organe directeur de l'OMS, s'est tenue en novembre 2021. Lors de cette réunion, les États membres de l'OMS ont convenu de « créer (...) un organe intergouvernemental de négociation ouvert à tous les États membres et membres associés (l'« OIN ») chargé de rédiger et de négocier une convention, un accord ou un autre instrument international de l'OMS sur la prévention, la préparation et la riposte aux pandémies ».
La première réunion de l'organe de négociation doit être prévue « au plus tard le 1er mars 2022 » et vise à « définir et convenir de ses méthodes de travail et de son calendrier ». La deuxième session s'est tenue « au plus tard le 1er août 2022 » et vise à examiner un projet de texte de travail pour le futur accord international. L'organe de négociation « soumettra ses conclusions à l'examen de la Soixante-dix-septième Assemblée mondiale de la Santé » en 2024.
Le 24 mai 2024, l'OMS a annoncé qu'aucun accord n'avait été trouvé sur un traité international de prévention des pandémies en raison de problèmes de financement, et que les négociations seraient donc suspendues. Le 3 novembre, les représentants de 194 États membres de l'OMS se sont réunis à Genève pour annoncer la poursuite des négociations.
Le 15 avril 2025, l'organe de négociation parvient à trouver un accord après une dernière journée et nuit et de négociations. Le texte est adopté à l'unanimité, et sera soumis à l'adoption de la prochaine Assemblée mondiale de la santé en mai suivant.
Le 20 mai 2025, l'Assemblée mondiale de la santé qui réunit les représentant de chaque État membre de l'OMS approuve officiellement l'accord. L'accord doit cependant être revalidé en 2026 sur des éléments plus factuels notamment le Pathogen Access and Benefit Sharing, avant que l'ensemble puisse être ratifié par les États membres. 
L'approche une seule santé est prise en compte dans le document.

## Insuffisances et critiques
- Le Monde dénonce un texte "faible et structurellement injuste"[12].
- Le transfert de technologie n'est pas imposé[13]

## Liens
- Site officiel